# Gonomyia ekiti
Gonomyia ekiti är en tvåvingeart som beskrevs av Alexander 1974. Gonomyia ekiti ingår i släktet Gonomyia och familjen småharkrankar.
Artens utbredningsområde är Nigeria. Inga underarter finns listade i Catalogue of Life.